# Macrocnemum rotundatum
Macrocnemum rotundatum är en måreväxtart som beskrevs av Paul Carpenter Standley. Macrocnemum rotundatum ingår i släktet Macrocnemum och familjen måreväxter.
Artens utbredningsområde är Colombia. Inga underarter finns listade i Catalogue of Life.